# Dexter (Iowa)
Dexter – miasto w Stanach Zjednoczonych, w stanie Iowa, w hrabstwie Dallas. W 2000 liczyło 689 mieszkańców.